# Pierre d'Asnières-sur-Seine
La Pierre d'Asnières-sur-Seine est une sépulture collective sous tumulus découverte à Asnières-sur-Seine dans le département des Hauts-de-Seine.

## Historique
La sépulture fut découverte en février 1933 lors de travaux d'agrandissement de l'hôtel de ville. En 1947 ou 1948, la pierre fut redressée dans le square du Maréchal-Leclerc attenant à la mairie, pour servir de stèle à un monument commémoratif de la libération de Paris portant médaillon du Maréchal Leclerc.

## Description
Le site se composait de douze cistes individuelles disposées autour d'une pierre en grès dressé verticalement tel un menhir. Le sol d'origine, à 2,70 m de profondeur par rapport au sol actuel du fait d'un remblaiement alluvionnaire, était recouvert d'un dallage grossier en grosses pierres posées sur le sable. Le « menhir » mesure 2,25 m de hauteur pour une largeur variant de 2 m à la base à 1,40 m au sommet. Les cistes en caisson contenaient chacun un squelette en position repliée, la tête dirigée vers l'ouest. Ils étaient recouvert d'une couche de dalles sur laquelle on retrouva un autre squelette. L'ensemble était recouvert d'un tumulus en sable ferrugineux distinct du sable recouvrant le sol primitif. Le sommet du « menhir » pointait hors du tumulus sur 0,25 m de hauteur (0,35 m sous le niveau du sol actuel). Le sable ferrugineux utilisé pourrait provenir de Saint-Cloud à 6 km plus au sud sur la même rive de la Seine.
Le mobilier funéraire retrouvé se limite à trois grattoirs en silex. Ce mobilier et les squelettes, un temps conservés à la mairie d'Asnières, ont été jetés par la suite.